# کارمن (فیلم ۱۹۱۸)
کارمن (انگلیسی: Carmen) فیلمی در ژانر درام به کارگردانی ارنست لوبیچ است که در سال ۱۹۱۸ منتشر شد. از بازیگران آن می‌توان به پولا نگری اشاره کرد.